# Vida Morant
Vida Morant (1975, Buenos Aires, Argentina) es una actriz, dramaturga, educadora y comunicadora. Declarada personalidad destacada de la Cultura y los Derechos Humanos de la Ciudad de Buenos Aires (Ley 5481/15) por su trayectoria como referente de los derechos de la diversidad e identidad de género a partir de su participación en el ámbito de la educación y las artes escénicas.

## Reseña biográfica
Desarrolló sus estudios de Arte Dramático en el ex Instituto Universitario Nacional de Artes (IUNA) —actualmente Universidad Nacional de las Artes (UNA)— y sus estudios de Psicología en la Universidad de Buenos Aires (UBA).   
Vida Morant fue parte del proceso fundacional de la primera escuela pública con perspectiva en género y diversidad sexual y cultural a nivel mundial, el Bachillerato Popular Trans Mocha Celis, en el que trabajó junto a Lohana Berkins y otras activistas. Ocupó el cargo de Secretaria Académica del bachillerato y se desempeñó como docente de “Arte y Cuerpo”, “Proyecto Formativo Ocupacional” y “Educación y Género” (2011-2016).
Formó Escenika: Arte y Diversidad, una compañía teatral que buscaba problematizar los espacios y los tipos de papeles que las personas trans tenían en las artes escénicas en general. En declaraciones al periódico Página 12, sostuvo:  "¿Por qué yo no puedo ser una de las hijas de Bernarda Alba? Las producciones que hacemos en nuestra compañía son una revancha también a los espacios que nos han negado".
Su obra "Vacías: El Misterio de lo Femenino" fue distinguida por la Legislatura Porteña y destacada como de "Interés para la Promoción y Defensa de los Derechos Humanos". En el 2019 se estrenó "Vida", película documental biográfica dirigida por Carolina Reynoso y María Eugenia Lombardi. En palabras de las directoras: "Elegir contar la biografía de Vida fue un modo de hablar también de la cotidianeidad de otras personas trans, por eso nos referimos a problemas que pueden resultar comunes al colectivo. Por una sumatoria de motivos, su vida no es necesariamente un cúmulo de opresiones, violencias y estigmatizaciones sino toda la enorme cantidad de cosas que sí ha podido hacer".
En el 2012, se convirtió en la primera mujer trans en integrar la planta institucional de la Legislatura Porteña, al formar parte del equipo de guías educativas de la Dirección General de Protocolo y ceremonial. Anteriormente, la activista Lohana Berkins había abierto el camino para las personas trans al desempeñarse como asesora del legislador de la Ciudad Autónoma de Buenos Aires por el Partido Comunista (liderado por Patricio Echegaray). 
En septiembre del 2014 fue convocada a participar del ciclo de Charlas TEDx Paseo del Bosque, organizado en la ciudad de La Plata en relación con la temática “Diversity and Collaboration (Colaboración y Diversidad)”, donde presentó “La irrevocable soberanía de la identidad”.
Colaboró con Amnistía Internacional para la realización del informe "Lo que hago no es un delito: El coste humano de penalizar el trabajo sexual en Buenos Aires" (2016). El trabajo forma parte de una serie de publicaciones de Amnistía Internacional que se centran en la investigación de violaciones y abusos contra los derechos humanos de las trabajadoras y los trabajadores sexuales en Argentina, Hong Kong, Noruega y Papúa Nueva Guinea. 
Por su labor como activista se convirtió en Secretaria Académica de la Federación Argentina de Lesbianas, Gays, Bisexuales y Trans. En el 2016, fue declarada personalidad destacada en Derechos Humanos por la Legislatura Porteña. Recibió el diploma que la galordona con ese título en el Palacio Legislativo a partir de la iniciativa de la exlegisladora del FPV María Rachid. 

## Teatro[14]
| Año            | Título                                    | Autoría                                   | Teatro                           | Rol                  |
| -------------- | ----------------------------------------- | ----------------------------------------- | -------------------------------- | -------------------- |
| 2022           | Matrimonio S.A.                           | Maxi Sarramone                            | Microteatro                      | Actriz               |
| 2012-2019      | Variete degenerada Marzo, mujer y memoria | Leticia Torres                            | Auditorio Kraft                  | Actriz               |
| 2018           | La más idiota                             | Patricia Suárez                           | Microteatro                      | Actriz               |
| 2013 2012      | Vacías: El misterio de lo femenino        | Vida Morant                               | La Ranchería Teatro del Sur      | Actriz/Directora     |
| 2010           | La que sigue                              | Griselda Gambaro                          | EMAD                             | Actriz               |
| 2008           | Ranflia desopilante                       | Vida Morant                               | Liberarte                        | Actriz/Directora     |
| 2007           | Match Profesional                         | Liga Profesional de improvisación Teatral | Liberarte                        | Productora ejecutiva |
| 2007           | La luna en los labios                     | Vida Morant                               | Teatro Colonial Liberarte        | Actriz/Directora     |
| 2007 2006 2005 | Foro de impro                             | Liga Profesional de improvisación Teatral | Teatro del Nudo                  | Productora ejecutiva |
| 2004           | Aerovida                                  | Vida Morant                               | Complacer Pub Concert            | Actriz/Directora     |
| 2004           | Variete Concert                           | Vida Morant                               | Complacer Pub Concert            | Actriz/Directora     |
| 2003           | El Teatro Concert de Vida Morant          | Vida Morant                               | Shangay Teatro Bar               | Actriz/Directora     |
| 2002 2001      | La virgen del lavadero                    | Alejandro Zingman                         | Teatro IFT El Ombligo de la Luna | Actriz               |

## Radio
| Año       | Programa       | Emisora                         | Roi               |
| --------- | -------------- | ------------------------------- | ----------------- |
| 2018 2017 | Atrevete te te | Radio Zónica Radio América 1190 | Conductora        |
| 2010-2015 | El vahìdo      | FM La Tribu 88.7 Radio Sentidos | Conductora/Actriz |

## Cine[16]
| Año  | Producción                       | Dirección                         |
| ---- | -------------------------------- | --------------------------------- |
| 2019 | Vida                             | Mariu Lombardi y Carolina Reynoso |
| 2014 | Dubai (mediometraje)             | Belén Nunez                       |
| 2014 | Chicas Materiales (cortometraje) | Roy Elfenbaum                     |
| 2013 | Vida documental                  | Roy Elfenbaum                     |
| 2003 | King Size                        | Martín Foglino                    |

## TV
| Año  | Título                                               | Producción | Rol          |
| ---- | ---------------------------------------------------- | ---------- | ------------ |
| 2019 | Con vos propia                                       | TV Pública | Entrevistada |
| 2017 | Cada Noche                                           | TV Pública | Entrevistada |
| 2014 | Premios Orgullo Ciudadano (FALGBT)                   | TV Pública | Conducción   |
| 2014 | Charla Ted: La irrevocable soberanía de la identidad | Tedx       | Creadora     |

## Distinciones
- Película "Vida" (Declaración de interés y promoción de la cultura y los DDHH, 2019)
- Premio Marzo, Mujer y Memoria (Mujeres de Artes tomar, 2019)
- Personalidad destacada de la Cultura y los Derechos Humanos (Legislatura CABA, 2015)[18]
- Premio Jorge Morresi por la defensa de los Derechos Humanos (ATE, 2017)[19]
- Premio Trayectoria (UNLA, 2015)[20][21]
- Premio Agenda de Las Mujeres (Agenda de las Mujeres, 2015)
- “Vacías, el misterio de lo Femenino” - Declaración de interés y promoción de la cultura y los DDHH (Expediente 2162-D-13) (Legislatura CABA, 2014)
- "Vacías: El Misterio de lo Femenino" - Mención Especial del Jurado - Certamen de creatividad mujeres trans (Oficina de Derechos Humanos, Ministerio de Asuntos Exteriores y Cooperación, Gobierno de España